# Gainare Tottori
Il Gainare Tottori (ガイナーレ鳥取?, Gaināre Tottori) è una società calcistica giapponese con sede nella città di Yonago. Milita nella J3 League, la terza divisione del campionato giapponese.

## Storia
Fondato nel 1983 come Tottori Teachers' Soccer Club, assunse l'attuale denominazione nel 2007. 
Il nome Gainare deriva da un termine dialettale di Tottori ed è traducibile come grande. La mascotte della squadra è un noto fumetto giapponese, Ge Ge Ge no Kitaro.
Nel 2010, il club ottenne una storica promozione in J. League Division 2, permanendovi fino al 2013, anno in cui retrocesse in J3 League.

## Colori e simboli

### Colori
i colori ufficiali del Gainare Tottori sono il verde e il blu.

### Simboli ufficiali
Il simbolo presenta delle ali con un pallone al centro.

## Strutture
Il Gainare Tottori gioca le partite interne al Torigin Bird Stadium, impianto con una capienza complessiva di 16.033 posti.
In alcune occasioni, ha disputato gare casalinghe al Fuse Athletic Park Stadium di Tottori, al Matsue Athletics Stadium di Matsue e allo Shimane Prefecture and Hamayama Athletic Park Stadium di Izumo, nella prefettura di Shimane.

## Società

### Sponsor[1]
| Cronologia degli sponsor tecnici - 2016-2018: Hummel - 2019-2020: Puma - 2021-Oggi: Soccer Junky | Cronologia degli sponsor ufficiali - 2016-Oggi: Tottori Gas Group |

## Palmarès

### Competizioni nazionali
- Japan Football League: 1

2010

## Organico

### Rosa 2024
Rosa aggiornata al 22 agosto 2024.
| N. |                     | Ruolo | Calciatore         |
| -- | ------------------- | ----- | ------------------ |
| 3  | Giappone (bandiera) | D     | Kei Sakamoto       |
| 4  | Giappone (bandiera) | D     | Seiya Nikaidō      |
| 6  | Giappone (bandiera) | D     | Hayato Nukui       |
| 7  | Giappone (bandiera) | C     | Shunnosuke Matsuki |
| 8  | Giappone (bandiera) | D     | Keita Tanaka       |
| 9  | Giappone (bandiera) | A     | Yūta Togashi       |
| 11 | Giappone (bandiera) | A     | Atsuki Tojo        |
| 13 | Giappone (bandiera) | A     | Ryūsei Takao       |
| 14 | Giappone (bandiera) | C     | Makoto Fukoin      |
| 15 | Giappone (bandiera) | C     | Sōta Higashide     |
| 16 | Giappone (bandiera) | D     | Sōta Maruyama      |
| 17 | Giappone (bandiera) | C     | Hideatsu Ozawa     |
| 18 | Giappone (bandiera) | A     | Shōta Tanaka       |
| 19 | Giappone (bandiera) | A     | Naoto Miki         |
| 20 | Giappone (bandiera) | C     | Mio Tsuneyasu      |
| 21 | Giappone (bandiera) | P     | Kaito Ioka         |

| N. |                     | Ruolo | Calciatore           |
| -- | ------------------- | ----- | -------------------- |
| 22 | Giappone (bandiera) | D     | En Ushida            |
| 23 | Giappone (bandiera) | A     | Shinnosuke Kinoshita |
| 26 | Giappone (bandiera) | C     | Fumiya Takayanagi    |
| 27 | Giappone (bandiera) | C     | Yūhei Nishida        |
| 29 | Giappone (bandiera) | D     | Ryūto Koizumi        |
| 31 | Giappone (bandiera) | P     | Ryōta Koma           |
| 32 | Giappone (bandiera) | C     | Taku Ikawa           |
| 33 | Giappone (bandiera) | C     | Ariajasuru Hasegawa  |
| 34 | Giappone (bandiera) | C     | Daichi Soga          |
| 35 | Giappone (bandiera) | A     | Yūto Hasegawa        |
| 39 | Giappone (bandiera) | P     | Riki Sakuraba        |
| 41 | Giappone (bandiera) | D     | Kei Ōshiro           |
| 42 | Giappone (bandiera) | C     | Masaki Kaneura       |
| 54 | Giappone (bandiera) | C     | Taishi Tamashirō     |
| 55 | Giappone (bandiera) | D     | Taiki Yoshii         |